# 嗜極生物

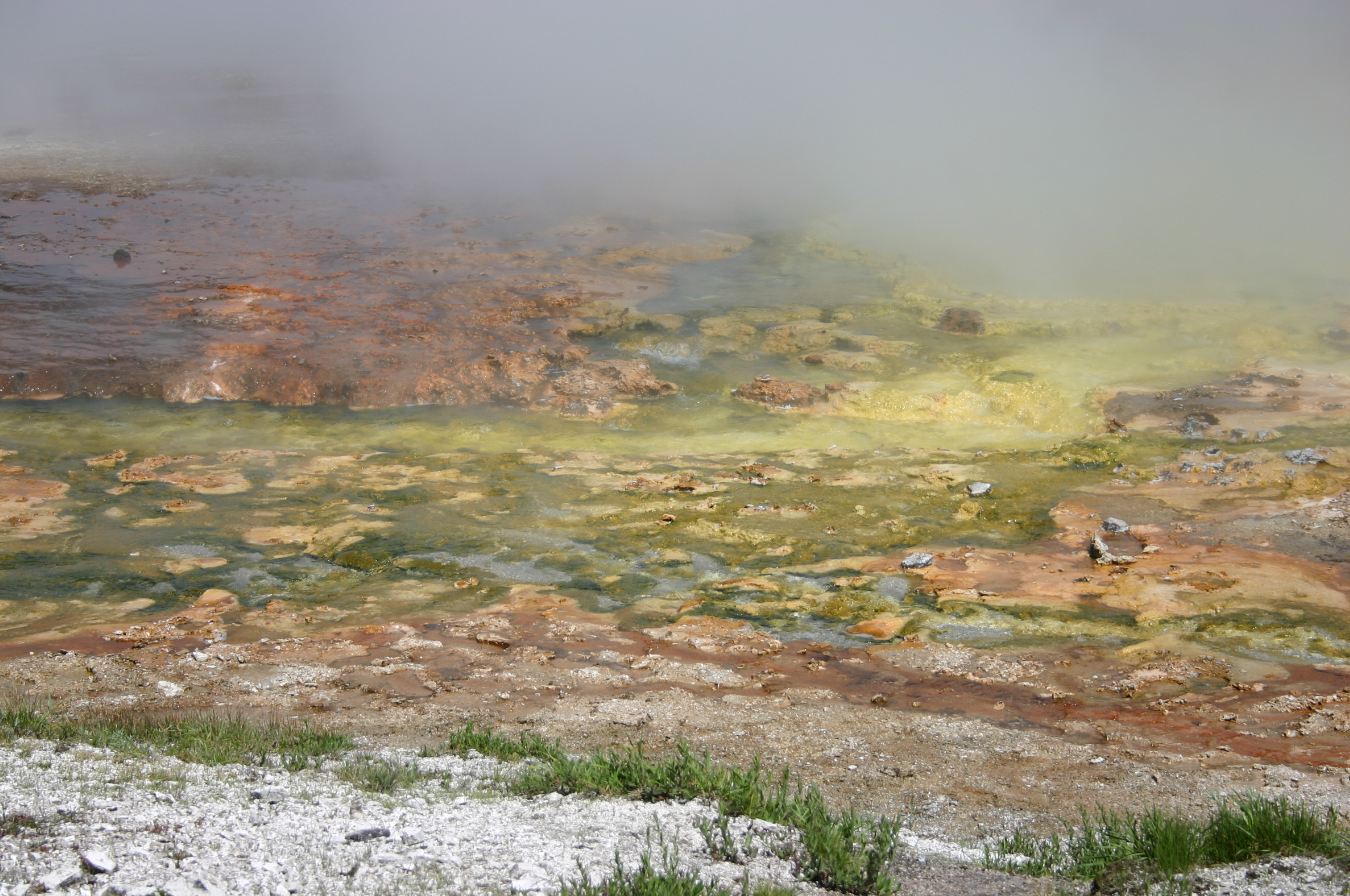
生活在黃石國家公園裏的嗜熱生物

嗜極生物（英語：Extremophile），或者稱作嗜極端菌，是可以（或者需要）在極端環境中生長繁殖的生物，通常爲單細胞生物。与此相对的，在较为温和的环境中生活的生物，可称为中温生物（Mesophile）和中性生物（Neutrophile）。“極端”環境的定義是人類中心論的，而對這些生物本身而言，這些環境卻是很普通的。也就是說，嚴格來講，這些“極端環境”是一些生物可以生存的地方，不論人類認爲這些地方是普通的還是極端的。舉例來説，人可以被分類爲嗜溫好氧生物。
當我們描述這些從人類看來極端的環境中生存的生物時，多數嗜極生物屬於古菌，儘管有時候這個詞包含一些細菌和真核生物。並非所有的嗜極生物都是單細胞的。比如嗜冷的蛩蠊（昆蟲）和南極磷蝦（甲殼類），以及能在许多极端环境下都能存活的熊蟲（緩步動物門）就屬於嗜極後生動物。

## 特性
在1980年代和1990年代，生物学家发现微生物的生存具有极大的灵活性，可以在极端环境（例如酸性或异常高温的环境）中生存，而这对于复杂的生物是不适合的。有研究认为，地球的生命可能起源于海洋中的热液喷口。根据天体物理学家Steinn Sigurdsson的研究，已经发现地球上有4000万年历史的有生命的细菌孢子，它们对辐射非常耐受。一些细菌被发现生活在南极洲冰下800米深寒冷和黑暗的湖泊中以及地球上的海洋最深的地方马里亚纳海沟。已经发现一些微生物在美国西北海岸2600米的海底下的580米以下的下洋壳的岩石内繁殖。有研究人员说：“你可以在任何地方找到微生物，它们对环境的适应能力非常强，可以在任何地方生存。”极端微生物适应的关键是它们的氨基酸组成，在特定条件下会影响其蛋白质的折叠能力。研究地球上的极端环境可以帮助研究人员了解星球的宜居性极限。比利时根特大学的汤姆·盖森斯（Tom Gheysens）和他的一些同事的研究结果表明，一种芽孢杆菌的孢子在加热到420°C的温度后仍能存活。

## 嗜極生物的種類
對於嗜極生物有很多種分類方法，都是根據其選擇與其它生物“正常”環境不同的特性分類的。這些分類並不互相排斥。比如，在地下深處高溫巖石中生活的生物既是嗜熱生物，也是嗜壓生物。
- 氧氣含量（最终电子受容体）
  - 好氧生物（Aerobic organism）：在有氧存在的环境下生长的生物。
    - 专性需氧微生物（Obligate aerobe）：在10～20％有氧环境下生长的生物。
    - 兼性需氧微生物（Facultative aerobe）：在无氧到20％有氧环境下生长的生物。
    - 微需氧微生物（Microaerophile）：需要在2～10％有氧环境下生长的生物。
    - 纳需氧微生物（Nanaerobe）：需要在2％以下有氧环境下生长的生物。

  - 厭氧生物（Anaerobe organism）：不需要氧氣生長的生物。
    - 专性厌氧生物（Obligate anaerobe）：需要完全缺氧環境維持生活。
    - 兼性厌氧生物（Facultative anaerobe）：在有氧的環境中進行有氧呼吸，在缺氧的環境下，部份會進行發酵，部份則進行無氧呼吸。
    - 耐氧厌氧生物（Aerotolerant）：可以在有氧氣的環境下生存，但牠們不會使用氧氣作為最终电子受容体。
- 營養類型
  - 无机自养生物（lithoautotroph）：使用無機物作爲電子來源利用无机碳源製造生物量。
    - 化能自养生物（Chemolithotrophs）：利用化學能量固定无机碳源而製造生物量
    - 光能自养生物（Photolithotrophs）：使用光作爲能量來源，以無機物（水）作爲電子供体且利用有機物碳源。

  - 无机异养生物（lithoheterotroph）：使用無機物作爲電子來源利用有機物碳源製造生物量。
    - 化能异养生物（Chemoorganotrophs）：利用化學能量，利用有機物碳源。
    - 光能异养生物（Photoorganotrophs）：使用光作爲能量來源，利用有機物碳源。

  - 混合营养生物（Mixotroph）：同时进行無機营养与有機营养的生物。
- 温度
  - 高温生物（Thermophilc organisms）：可以在60℃以上生活的生物。
    - 超嗜熱生物（Hyperthermophile）：可以在更高的溫度下（約85～130℃）生活的生物，最低55℃以上。
    - 极端嗜热生物（Extremely Thermophile）：可以在比较高的溫度下（約80～85℃）生活的生物，最低40℃以上。
    - 专性嗜熱生物（Obligetely Thermophile）：可以在相對高的溫度下（約60～80℃）生活的生物，最适65～70℃，最低40℃以上。
    - 兼性嗜热生物（Thermotroph，Facultative Thermophile)：最適生長溫度介於45℃～60℃之間，最高在50～65℃之间，最低30℃以下。
    - 耐热生物（Thermotrophs，Thermotolerant)：最适生长温度仍在中温范围内，最高在45～55℃，最低30℃以下。

  - 中温生物（Mesophile）：可以在15-60℃生活的生物。
  - 低温生物（Psychrophilic organisms）：可以在15℃以下生活的生物。
    - 耐冷生物（Psychrotrophs，Psychrotolerant)：最高生长温度20℃以上，最适15℃以上，在0～5℃可生长繁殖。
    - 兼性嗜冷生物（Psychrotroph，Facultative Psychrophil)：能在0～7℃下生長，最适为20～40℃，最高高於35℃。
    - 专性嗜冷生物（Obligetely Psychrophile）：最适生长温度15℃或更低，最高生长温度20℃或更低，最低生长温度0℃或以上。
    - 极端嗜冷生物（Extremely Psychrophile）：能在-15～10℃下生長，最适生长温度-2℃以上，10℃则不能生长。
    - 嗜冰生物（Cryophiles）：生长温度-10℃以下，有些适应温度低于-20℃～-200℃。
- pH值
  - 嗜酸生物（Acidophilc organisms）：
    - 嗜硫酸生物（Sulphophiles）：代谢产物是硫酸，具有高度酸性pH值接近0。
    - 极端嗜酸生物（Extreme Acidophiles）：生活在火山地区的酸性热水中，能生活在pH值1以下的环境中。
    - 专性嗜酸生物（Obligate Acidophiles）：生長上限pH值小於等於3，最適宜生长pH值在1.0～2.5的环境中。
    - 嗜酸生物（Acidophiles）：在pH3～5之间最适或生长良好。
    - 兼性嗜酸生物（Facultive Acidophiles）：最适生长pH小於3并且在中性环境中也能生长。
    - 耐酸生物（Acidtolerant）：生长在pH3～5，pH3以下不能生长，但在中性pH下也能生活的生物。

  - 中性生物（Neutrophile）：最適生長pH值5～9。
  - 嗜碱生物（Alkaliphilc organisms）：
    - 耐碱生物（Aalkalotolerant）：在pH7～9生长，pH9.5以上不能生长，而生长的最适pH为中性或接近中性的生物。
    - 兼性嗜碱生物（Facultive Alkaliphiles）：最适生长pH大於等於10并且在中性环境中也能生长。
    - 嗜碱生物（Alkaliphiles）：在pH9～10之间最适或生长良好，在pH6.5左右不能或仅能缓慢生长。
    - 专性嗜鹼生物（Obligate Alkaliphiles）：最適生長pH值大於等於10，在pH低于8～9时不生长。
    - 极端嗜碱生物（Extreme Alkaliphiles）：多数生活在盐碱湖或碱湖、碱池中，生活环境pH值可达11.5以上。
- 盐度
  - 非嗜盐生物（Non-Halophile）：最适生长盐度即氯化钠浓度小於2%。
  - 耐盐生物（Halotolerant）：既能在低盐度下正常生活4，又能在2～12%（0.2～2.5mol/L）氯化钠浓度高盐度环境下生活。
  - 极端耐盐生物（Extreme Halotolerant）：既能在低盐度下正常生活，又能耐受12%（2.5mol/L）以上氯化钠浓度。
  - 嗜鹽生物（Halophile）：需要最少0.2M鹽濃度生活的生物。
    - 兼性嗜盐生物（Facultative Halophiles）：既能在0.1mol/L氯化钠浓度低盐度下正常生活，又能在（0.5～2.5mol/L）高盐度环境下生活。
    - 低度嗜盐生物（Slight Halophiles）：耐受2%～3%（0.2～0.5mol/L）氯化钠浓度。
    - 中度嗜盐生物（Moderate Halophiles，Mesohalophilic)：耐受3%～12%（0.5～2.5mol/L）氯化钠浓度。
    - 边缘极端嗜盐生物（Borderline Extreme Halophiles）：最适合（1.5～4mol/L）氯化钠浓度中生长。
    - 极端嗜盐生物（Extreme Halophiles）：耐受12%～30%（2.5～5.2mol/L）氯化钠浓度。
- 渗透压（水分活度Aw，也称水活性）
  - 耐高渗生物（Osmotolerant）：在普通环境下生长，也能耐受高渗透压的环境。水活性很低。
  - 嗜高渗生物（Osmophile）：适应高渗透压的环境下，如高糖浓度的环境下生长。水活性很低。
- 營養物濃度
  - 富营养生物（Copiotroph）：在營養物濃度很高（10gC/L）的環境中生活的生物。
  - 兼性贫营养生物（Facultative Oligotroph）：一些在富营养培养基中经反复培养后也能适应并生长的贫营养生物。
  - 专性贫营养生物（Obligate Oligotroph）：在營養物濃度很低（1~15mgC/L）的環境中生活的生物。
- 岩内生物（Endolith）：生活在岩石内部的生物。
  - 裂隙岩内生物（Chasmoendolith）：生活在岩石的裂隙和裂缝的生物。
  - 隐藏岩内生物（Cryptoendolith）：生活在多孔岩石腔体空洞结构的生物。
  - 真岩内生物（Euendolith）：凿岩生物，进入到岩石内部，形成符合的身体形状的隧道。已经在下洋壳和下地壳发现了微生物群落。
- 石下生物（Hypolith）：生活在沙漠地區或極地岩石之下的生物。
- 压力（静水压）
  - 常压生物：最适生长压力为1个大气压的正常压力。
  - 耐壓生物（Piezophilerant）：最适压力为正常大气压，但也能耐受500个大气压以下的高压力。
  - 嗜壓生物（Piezophile）：最適生長於高壓環境的生物。
    - 兼性嗜壓生物（Facultative Piezophiles）：正常大气压下能生活，500个大气压上也能生活。
    - 专性嗜壓生物（Obligate Piezophiles）：最适生长压力为500个大气压以上，最高可达1100个大气压以上，低于40个大气压不能生活。

  - 嗜重生物（Barophile）
- 重力
  - 耐超重生物（Hypergravity organisms，Hyperaccelerations)：在超过1.5万倍至40万倍地球重力的超重环境下可以生存。
  - 耐低重力生物（Hypogravity organisms）：在低重力的环境下正常生存。
- 辐射
  - 耐輻射生物（Radioresistant）：可以忍受1500-6000戈瑞以上高強度輻射的生物，对紫外线辐射（可达5000焦耳/平方米）、电离辐射等都具有极强抗性的。
- 真空
  - 耐真空生物
- 脱水
  - 耐脱水生物
- 干燥
  - 耐旱生物（Xerophile）：只需要少量水分就能生活的生物。
- 极端化学环境
  - 耐毒性生物（Toxitolerante）：在有毒物质存在时仍能生长的生物。有毒物质的耐受值（Toxitoleranz）1（非常敏感）到9（高耐受性）。
  - 耐二氧化碳生物（Capnophile）：在纯二氧化碳环境仍能生长的生物。
  - 耐甲烷生物（Methanophile）：适合于高浓度的甲烷环境的生物。
  - 耐金屬生物（Metallotolerant）：可以忍受高濃度重金屬，如銅、鎘、砷、鋅的生物。例子如：Ferroplasma sp., Cupriavidus metallidurans和GFAJ-1.[16][17][18]
  - 耐有机溶剂生物（Organic-solvent-tolerant,OST）：可适应各种亲脂性溶剂如烷烃、烷醇、芳香烃的毒性。
- 多种极端环境
  - 兼性嗜极生物（Facultatire extremophilie）：生命体能在两种或两种以上的极端环境条件下生存。
    - 嗜热嗜酸生物（Thermoacidophile）
    - 嗜热嗜碱生物（Thermoalkaliphile）
    - 嗜冷嗜碱生物（Psychroalkaliphile）
    - 嗜盐嗜碱生物（Haloalkaliphile）

  - 多重嗜极生物（Polyextremophile）：生命体能在多种的极端环境条件下生存。

## 在天体生物学中
天体生物学是研究宇宙中生命的起源、进化、分布和未来的科学，包括外星生命和地球上的生命。天体生物学利用物理学、化学、天文学、太阳物理学、生物学、分子生物学、生态学、行星科学、地理学以及地质学研究其他星球上生命的可能性，并帮助识别可能与地球上不同的生物圈。天体生物学家特别感兴趣的是研究极端微生物，因为它使他们能够将关于地球生命极限的知识映射到潜在的地外环境。
南极洲的荒漠暴露在有害紫外线辐射、低温、高盐浓度和低矿物浓度下，这些环境的状况与火星上的环境类似。因此在南极洲地下发现有生命的微生物表明可能有微生物群落在远古时代生活在火星表面之下。研究表明微生物不太可能存在于火星的地表或浅层，但可能在100米左右的地下深处被发现。
最近在日本对极端微生物进行的研究涉及多种细菌，包括大肠杆菌和反硝化副球菌，这些细菌都处于极端重力条件下。细菌在超离心机中以相当于403627g（即403627倍于地球重力）的高速旋转时被培养。在这种极端重力条件下，反硝化副球菌不仅表现出生存能力，而且还表现出强大的细胞生长能力，这种极端重力条件通常只存在于宇宙环境中，例如在大质量恒星或超新星爆炸的冲击波中。分析表明，原核细胞体积小是超重力条件下成功生长的关键。这项研究对泛种论的可行性有一定的启示。
2012年4月26日，研究者在德国航空航天中心（DLR）维护的火星模拟实验室（MSL）项目的报告中说，地衣在火星条件下存活，并在34天的模拟时间内显示了光合作用适应能力的显着结果。
2013年4月29日，由美国航天局（NASA）资助的伦斯勒理工学院的研究者们报告说，在国际空间站的太空飞行中，微生物似乎以“地球上没有观测到的”和“可能导致增长和毒力增加”的方式适应了太空环境。
2014年5月19日，研究者宣布，许多微生物如Tersicoccus phoenicis，可能对航天器组装洁净室通常使用的方法具有抗药性。目前还不清楚这种具有抵抗力的微生物是否能够经受住太空旅行的考验，是否会出现在火星上的好奇号火星车上。
2015年9月，来自意大利国家研究委员会（National Research Council of Italy）的研究者报告说，Saccharolobus solfataricus能够在火星紫外线辐射下存活，该波长的紫外线被认为对大多数细菌具有极高的致死性。这一发现意义重大，因为它表明不仅细菌孢子，就连生长中的细胞都可以显著抵抗强烈的紫外线辐射。
2016年6月，杨百翰大学的科学家们总结性地报道了枯草芽孢杆菌的内生孢子能够在高达299±28米/秒的高速冲击、极端冲击和极端减速下存活。他们指出，这一特性可能使内生孢子存活下来并通过在陨石内旅行或经历大气破坏而在行星之间转移。此外，他们还提出，航天器着陆也可能导致行星际孢子转移，因为孢子可以在高速撞击下存活下来，同时从航天器喷射到行星表面。这是首次报道细菌能在高速撞击中存活的研究。然而，致命的撞击速度是未知的，应该通过向细菌内生孢子引入更高速度的撞击来做进一步的实验。

## 例子和最近的发现
新确定的嗜（-philes）极端生物类型总是在不断增加。化妆品产品的污染是罕见的，但是在发胶中发现的Microbacterium hatanonis是一种特别的极端生物。在沥青湖彼奇湖（Pitch Lake）中就有微生物生活，研究表明沥青湖中的极端微生物在106到107细胞/克。
最近一个具有硼耐受性的强嗜硼生物（Borophiles）细菌Bacillus boroniphilus被发现。研究这些嗜硼生物可能有助于阐明硼中毒和缺硼机制。
2019年7月，加拿大基德（Kidd）矿一项科学研究发现了生活在地表以下2400米深的可呼吸硫的微生物，它们以黄铁矿等矿石做为食物来源。

## 生物技术
美国爱达荷州国家实验室研究人员在黄石国家公园发现的Thermus brockianus的微生物中分离出了一种热亲碱过氧化氢酶，它能引发过氧化氢分解成氧和水。过氧化氢酶的工作温度在30°C至94°C之间，pH值在6-10之间。在高温和pH条件下，这种过氧化氢酶与其他过氧化氢酶相比是非常稳定的。在一项比较研究中，这种氧化氢酶在80℃和pH值为10时的半衰期为15天，而来自黑曲霉的过氧化氢酶在相同条件下的半衰期为15秒。过氧化氢酶用于去除工业过程中的过氧化氢，例如在纸浆和纸张漂白、纺织品漂白、食品巴氏杀菌以及食品包装的表面消毒中应用。
DNA修饰酶（例如Taq DNA聚合酶）和一些用于临床诊断和淀粉液化的芽孢杆菌酶，是由多家生物技术公司进行商业化生产的。

## 参看
- 基本營養類型
- 嗜食极端生物（Extremotroph）

## 扩展阅读
- Wilson, Z. E. and Brimble, M. A. . Nat. Prod. Rep. January 2009, 26 (1): 44–71. PMID 19374122. doi:10.1039/b800164m.
- Rossi M;  et al. . J Bacteriol. July 2003, 185 (13): 3683–9. PMC 161588 . PMID 12813059. doi:10.1128/JB.185.13.3683-3689.2003.
- Satyanarayana, T.; Raghukumar, C.; Shivaji, S. . Current Science. July 2005, 89 (1): 78–90  [2012-12-08]. （原始内容存档于2014-04-22）.
- C.Michael Hogan. . Encyclopedia of Earth, National Council of Science & the Environment, eds. E,Monosson & C.Cleveland. 2010  [2012-12-08]. （原始内容存档于2013-05-11）.